# Дармин, Иван Борисович
Иван Борисович Дармин (1935—2008) — водитель автомобиля совхоза «Дубовский» Дубовского района Ростовской области. Полный кавалер ордена Трудовой Славы.

## Биография
Иван Борисович Дармин родился в 1935 году в совхозе № 5 ныне Ремонтненского района Ростовской области, там же окончил среднюю школу.
В 1950 году 16-летним парнем Иван был принят трактористом в мясосовхоз «Дубовский» Дубовского района, добросовестно работал в этой должности около 10 лет. В 1960 году был переведён водителем автохозяйства.
Через некоторое время он полностью освоил грузовые автомашины, содержал ГАЗ-53, потом ЗИЛ-130 в хорошем технически исправном состоянии. В любую погоду и в любое время суток его автомобиль перевозил необходимые хозяйству грузы. Через несколько лет он стал одним из лучших водителей автопарка хозяйства. К вершине трудовых достижений и высокой оценке своего труда он пришел через 15 лет.
Указом Президиума Верховного Совета СССР в 1975 году за достигнутые успехи в развитии народного хозяйства Иван Борисович Дармин был награждён орденом Трудовой Славы III степени.
Но наиболее значимых результатов Иван Борисович добивался в период уборочных кампаний 1975, 1976, 1977 годов, совершая больше всех рейсов от поля к току, и перевозя максимальный объём зерна.
Последние годы за Иваном Борисовичем был закреплен автомобиль ЗИЛ-130. В результате правильного и умелого использования автомобиля, им был значительно продлен срок его эксплуатации, на 15 процентов увеличен срок использования авторезины.
В результате четкой работы среднесуточный пробег с грузом возрос на 10 процентов, что позволило ему постоянно быть лучшим водителем хозяйства. Ежегодно Иван Борисович принимал активное участие в уборке урожая. Доведенные задания выполнял на 120—130 процентов.
В 1975 году при экономии топлива 1420 литров, выработка на его грузовик составила 31000 километров, в 1976 году он сэкономил 1500 литров при выработке 32210 километров, в 1977 году выработал 32820 километров и сберег 1495 литров горючего. В этот период ему также не было равных в хозяйстве и районе по весу перевезенного зерна.
Указом Президиума Верховного Совета СССР в 1979 году за достигнутые успехи в развитии народного хозяйства Иван Борисович Дармин был награждён орденом Трудовой Славы II степени.
А Указом Президента СССР от 27 августа 1990 года за достижение высоких результатов в производстве, переработке и продаже государству сельскохозяйственной продукции на основе применения прогрессивных технологий и передовых методов организации труда И. Б. Дармин награждается орденом Трудовой Славы I степени. Так Иван Борисович по праву стал полным кавалером ордена Трудовой Славы.
За достигнутые успехи в труде Иван Борисович был награждён также золотой медалью ВДНХ, областными, районными и ведомственным Почетными грамотами, призами, благодарностями, ценными подарками.